# Frénouville
Frénouville är en kommun i departementet Calvados i regionen Normandie i norra Frankrike. Kommunen ligger i kantonen Bourguébus som ligger i arrondissementet Caen. År 2022 hade Frénouville 2 022 invånare.

## Befolkningsutveckling
Antalet invånare i kommunen Frénouville
Referens: INSEE